# 나카이즈정
나카이즈정(일본어: 中伊豆町)은 일본 시즈오카현 다가타군에 설치되었던 정이다. 2004년 4월 1일에, 주변 3정촌과 합병으로 이즈시의 일부가 되었다.

## 지리
주변에 산이 많다.

## 역사
- 1958년 1월 1일 - 가미오미촌, 시모오미촌, 나카오미촌이 합병해 나카이즈정이 성립하였다.
- 2004년 4월 1일 - 슈젠지정, 아마기유가시마정, 도이정과 합병해 이즈시의 일부가 되었다.

## 교통

### 철도
- 이즈 하코네 철도 슨즈 선(이즈 하코네 버스, 나카이즈 도카이 버스로 갈아탔었다.)

## 참고 문헌
- 角川日本地名大辞典編纂委員会,『角川日本地名大辞典 22 静岡県』, 角川書店, 1978年, ISBN 4040012208